# Palmodes insularis
Palmodes insularis là một loài côn trùng cánh màng trong họ Sphecidae, thuộc chi Palmodes. Loài này được Bohart and Menke miêu tả khoa học đầu tiên năm 1961.